# Z (símbolo militar)
La letra Z del alfabeto latino (en ruso: зет) es uno de los símbolos pro-bélicos utilizados por el Gobierno de la Federación de Rusia en apoyo a la intervención militar en Ucrania.
Como símbolo probélico, "Z" ha sido utilizado por el gobierno ruso como herramienta de propaganda. Además, civiles rusos lo han mostrado como señal de apoyo a la invasión. Fuera de Rusia, el gobierno de la República Checa ha clasificado el símbolo "Z" como un equivalente a la esvástica. Kazajistán y Kirguistán han promulgado leyes prohibiendo la exhibición pública del símbolo "Z" en vehículos.

## Símbolos
Los siguientes símbolos han sido utilizados por las Fuerzas armadas rusas durante la invasión rusa de Ucrania de 2022:
- Z: En el ataque a la Región Sudeste como Jersón, Mykoláiv, Mariúpol. Desplegado desde Crimea / óblast de Rostov, Rusia.[11] La Z se ha observado en vehículos rusos cerca de Armiansk dentro de Crimea, así como cerca de Nova Kajovka, Mykoláiv, Tokmak, Melitópol y Mariúpol.[10]: 3:56 Además, el equipo ucraniano capturado y redesplegado por las fuerzas separatistas prorrusas en Donbas también se ha observado con marcas Z.[10]: 4:35
- 🅉 (en un cuadrado): Durante el ataque al Óblast de Járkov.[10]: 2:59 En unidades desplegadas desde Belgorod Oblast, Rusia.[12] En la batalla de Járkov (2022) se observaron varios vehículos de la 200.ª Brigada Separada de Fusileros Motorizados con marcas Z encuadradas, y el símbolo también se vio cerca de Vovchansk.[10]: 3:05
- O: En el ataque al Óblast de Chernigov y el Óblast de Sumy, al este del río Dniéper.[10]: 1:54 En el cruce fronterizo de Senkivka, norte de Ucrania.[13] Muchos vehículos tenían una O pintada en el techo en lugar de en los costados.[10]: 2:10 La O se ha observado en vehículos rusos en la Batalla de Brovary, cerca de Trostianets, Konotop y otros lugares en el Óblast de Sumy.[10]: 2:17
- V: Atacando el noroeste del Óblast de Kiev, al oeste del río Dniéper.[10]: 1:12 En unidades desplegadas desde el distrito de Mazyr, Bielorrusia. La V se ha observado en vehículos rusos cerca de Hostomel, Bucha, en bosques al norte de Kiev y cerca de Dymer, entre otros lugares.[10]: 1:12
- (Un 4 negro sobre fondo blanco en hexágono rojo; hojas de roble blancas dobles): Estas marcas se han encontrado en vehículos de la 4.ª División de Tanques de la Guardia entre Sumy y Járkov, a veces juntas, a veces por separado. Las hojas dobles de roble blancas parecen haber sido la marca original de antes de la guerra, pero han sido reemplazadas o pintadas por encima con el 4 negro sobre fondo blanco en un hexágono rojo.[14]: 4:30

La invasión ha recibido el apodo de "Operación Z", derivado del símbolo "Z". El símbolo tiene la forma de la letra latina Z, en vez de la letra cirílica equivalente З (Ze), utilizada en el alfabeto ruso.

### Significados
La "Z" ha sido utilizada como símbolo probélico de apoyo a la invasión a pesar de la ambigüedad de su significado.
En Instagram, el Ministerio ruso de Defensa (MdD) afirmó el 3 de marzo que el símbolo "Z" es una abreviatura de la frase "por la victoria" (en ruso: за победу, romanizado: za pobedu), mientras que el símbolo "V" significa "Nuestra fuerza está en la verdad" (en ruso: сила в правде, romanizado: sila v pravde) y "La tarea será completada" (en ruso: задача будет выполнена, romanizado: zadacha búdet výpolnena). El MdD más tarde sugirió significados alternativos para "Z", incluyendo "Por la paz" (en ruso: за мир, romanizado: za mir), "Por la verdad" (en ruso: за правду, romanizado: za pravdu), y la letra Z dentro de las palabras inglesas demilitarization y denazification, cuestiones que el presidente ruso Vladímir Putin ha inidicado como propósito de la invasión.
Otra interpretación para el símbolo "Z" es la palabra rusa para el oeste (en ruso: запад, romanizado: západ), para designar al Distrito Militar Occidental, o de forma más genérica, para subrayar las ambiciones imperiales del Kremlin, con el símbolo "V" para este (en ruso: восток, romanizado: vostok).

## Uso

### Uso militar
Algunos expertos militares han planteado la hipótesis de que los símbolos son marcas de identificación utilizadas para reducir el fuego amigo. También se han comparado con las franjas de invasión utilizadas en los desembarcos de Normandía durante la Segunda Guerra Mundial. Otros expertos militares han indicado que las marcas se utilizan para distinguir a los diferentes grupos de combate. El ex director del Royal United Services Institute, Michael Clarke, afirmó que "a menudo estos símbolos se basan en la ubicación: comunican hacia dónde se dirige la unidad", y señaló como ejemplo el uso de galones por parte del ejército estadounidense durante la invasión de Irak en 2003. Esta última teoría fue confirmada por el veterano ruso Sergey Kuvykin, quien indicó que los símbolos que incluyen una 'Z' en un cuadrado, una 'Z' en un círculo, una 'Z' con una estrella o simplemente 'Z' sola se usan para diferenciar unidades.
Los vehículos rusos a lo largo de la frontera entre Rusia y Ucrania mostraron el símbolo "Z" durante la crisis ruso-ucraniana de 2021-2022, en las semanas previas a la invasión. Durante la Batalla de Járkov, la población local utilizó los símbolos "Z" para identificar los vehículos rusos y comunicar su ubicación a través de Telegram.

### Uso como símbolo a favor de la guerra
La "Z" ha sido utilizada por el gobierno ruso como lema propagandístico en favor de la guerra, así como por civiles pro-Putin en su apoyo a la invasión de Ucrania. El Gobernador de Kuzbass, Sergey Tsivilyov, cambió el nombre de la región por una palabra híbrida. Se reemplazó la letra cirílica minúscula з por la letra latina mayúscula Z (en ruso: КуZбасс, romanizado: KuZbass). El director general de Roscosmos, Dmitry Rogozin, comenzó a deletrear su apellido como RogoZin (en ruso: РогоZин), y ordenó a los empleados del cosmódromo de Baikonur en Kazajistán, administrado por Rusia, que marcaran los equipos con los símbolos "Z" y "V". Los canales de Telegram pro-Kremlin han incorporado la letra Z en sus nombres desde el comienzo de la invasión, y la autoridad de telecomunicaciones rusa Roskomnadzor cambió el identificador de su canal de Telegram para mostrar la "Z" en su nombre. Las agencias gubernamentales rusas también han promovido el uso del símbolo "Z" en mensajes y videos nacionalistas a través de VK. Algunos medios estatales rusos emitieron vídeos en los que se podía ver a soldados sirios, contratados para la invasión de Ucrania, mostrando carteles con el símbolo "Z" mientras vitoreaban.

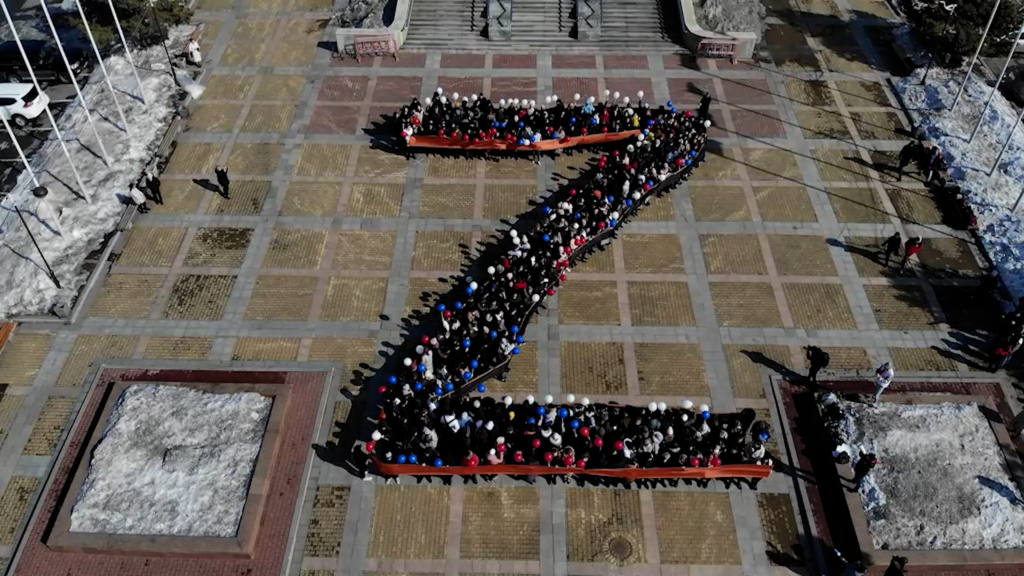
Los residentes de Khabarovsk, incluidos los miembros de la Guardia Joven de Rusia Unida, se organizaron en formación de "Z" durante un flash mob en el Platinum Arena, organizado por la administración de la ciudad y el partido Rusia Unida, como parte de la campaña "No abandonamos a los nuestros".

Las autoridades locales de varias partes de Rusia han organizado flash mobs en apoyo de la invasión, haciendo un uso destacado del símbolo "Z".
En las redes sociales rusas se han compartido videos de propaganda que muestran a jóvenes activistas a favor de la guerra vistiendo camisetas negras decoradas con el símbolo "Z" y gritando "¡Por Rusia, por Putin!, junto con el hashtag #СвоихНеБросаем (traducc. #NoAbandonamosALosNuestros). En un video de redes sociales, la miembro de la Duma estatal, María Bútina, dibujó una "Z" en su chaqueta para mostrar su apoyo a la invasión y animó a otros a hacerlo también. La emisora estatal rusa RT ha vendido productos con el símbolo como muestra de apoyo a las fuerzas rusas, a menudo con los colores de la cinta de San Jorge. La empresa Amazon vendió productos con el símbolo "Z" en el Reino Unido, pero los eliminó de la web el 8 de marzo, después de recibir críticas.
En Rusia, las sedes de organizaciones de activistas contra la guerra han recibido pintadas. El crítico de cine ruso Anton Dolin, cuya puerta estaba marcada con el símbolo, comparó la "Z" con la película de acción y terror de zombis World War Z (2013) y describió al ejército ruso y a los activistas a favor de la guerra como "zombificados". Los agentes de policía dejaron marcas "Z" mientras saqueaban el edificio de la organización de derechos humanos Memorial, después de que el gobierno ordenara su cierre. El apartamento de un miembro de Pussy Riot, un colectivo artístico de protesta, también fue marcado con el símbolo.

## Recepción

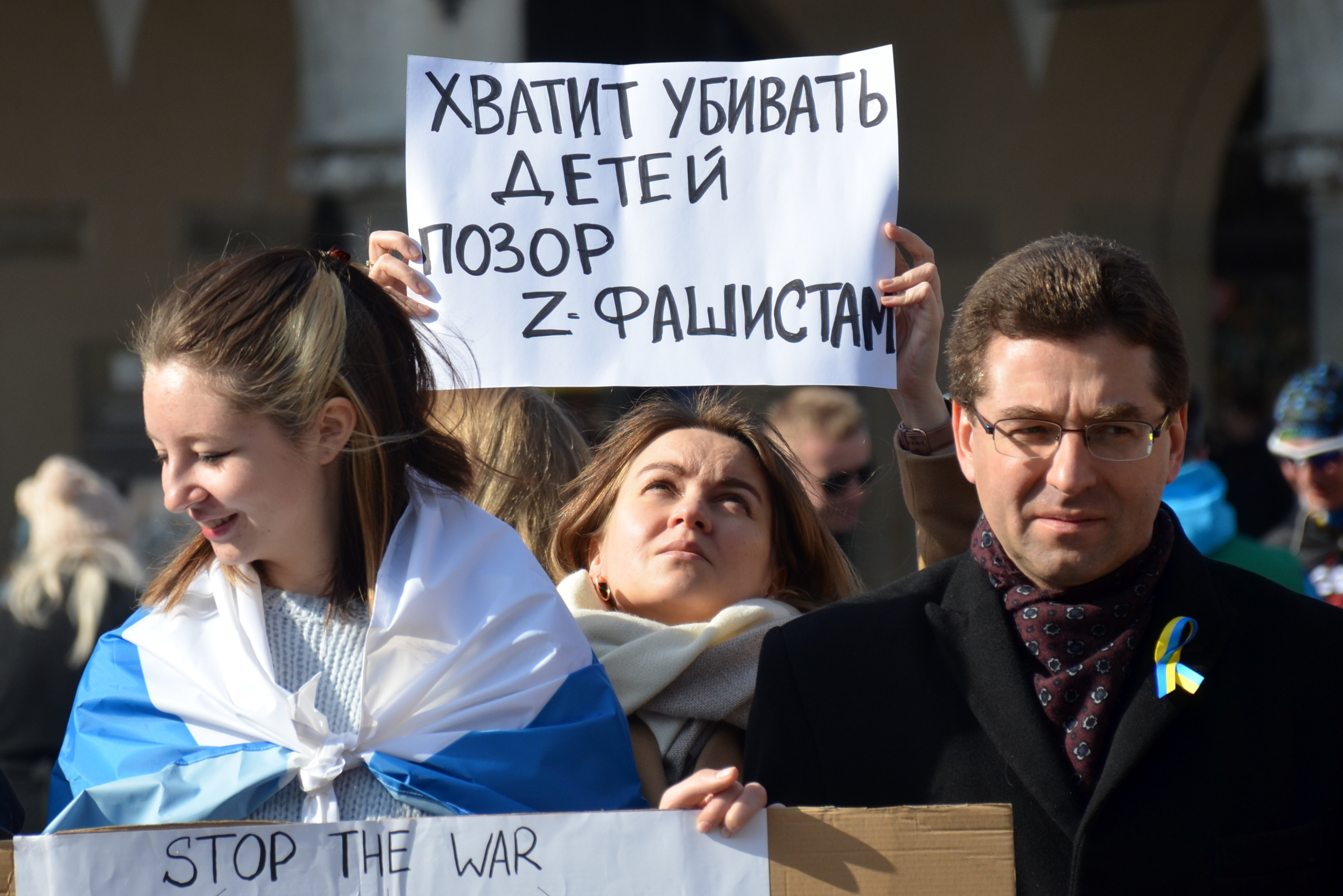
La diáspora rusa protesta contra la guerra en Ucrania (Cracovia, 20 de marzo de 2022). El letrero dice: "Dejen de matar niños, vergüenza a los Z-fascistas".

Kamil Galeev, del Centro Internacional Woodrow Wilson, dijo que el "símbolo inventado hace tan solo unos días, se ha convertido en un símbolo de la nueva identidad nacional rusa". Varios críticos han descrito la "Z" como una variante del simbolismo nazi, y algunos la comparan con la esvástica. El símbolo ha sido apodado de forma peyorativa por algunos usuarios de Internet como zwastika. El ministro de Defensa de Ucrania, Oleksii Reznikov, condenó el uso del símbolo "Z", señalando su parecido con el nombre de la cámara de gas de la Estación Z del campo de concentración de Sachsenhausen.

## Reacciones internacionales

### Estados
- República Checa: El Ministerio del Interior ha ordenado a la policía que considere el símbolo "Z" como equivalente a la esvástica, como parte de la prohibición de mostrar apoyo públicamente a la invasión.[58]
- Kazajistán: Está prohibido mostrar símbolos militares en vehículos. El Departamento de Policía indicó que los símbolos "Z", "V" y "O" no están permitidos. La multa por vulnerar estas normas es de 15 315 tenges.[59]
- Kirguistán: La policía ha prohibido colocar estas marcas en los vehículos particulares.

### Organizaciones
Durante la Copa Mundial de Gimnasia Artística FIG 2022, el gimnasta ruso Iván Kuliak vistió una camiseta con el símbolo "Z" mientras estaba de pie junto al gimnasta ucraniano Ilia Kovtun en el podio. La Federación Internacional de Gimnasia (FIG) denunció el "escandaloso comportamiento" de Kuliak, y afirmó que solicitaría la apertura de "procedimientos disciplinarios" contra Kuliak en la Fundación de Ética de la Gimnasia. El 7 de marzo, la FIG prohibió la participación de gimnastas y árbitros, tanto rusos como bielorrusos, en sus competiciones.
El personaje de ficción El Zorro se asocia tradicionalmente con la marca Z. El Zorro es un justiciero enmascarado cuya marca personal es una Z, la cual dibuja con su estoque. El 22 de marzo de 2022, Zorro Productions, Inc. emitió la siguiente declaración: "Zorro Productions, Inc. está al tanto de la aparición de una 'Z' en los vehículos militares rusos en su guerra contra Ucrania. Condenamos cualquier asociación entre la guerra sin sentido de Vladimir Putin y el personaje. El Zorro y su 'Z' han representado la búsqueda de la justicia y la defensa de los perseguidos a lo largo de sus 100 años de historia. El Zorro se solidariza con el pueblo de Ucrania y con todos aquellos que buscan justicia".